# 雷内·穆伦斯丁
雷内·穆伦斯丁（荷蘭語：René Meulensteen，1964年3月25日—）是一名荷蘭足球教練，於2013年12月成為英超球會富勒姆主教練。

## 執教生涯
2006年6月20日，丹麥足球超級聯賽球會邦比宣佈曼聯預備隊主教練穆倫斯甸將加盟邦比成為領隊，合約為期三年。
2013年6月26日，曼聯證實已服務曼聯12年而近5年擔任一隊教練49歲的穆倫斯甸會離開曼聯。
2013年7月1日，前曼聯一隊教練穆倫斯甸加盟俄超球會安捷成為時任領隊希丁克副手。
2013年7月22日，安捷領隊希丁克向球會辭職後，安捷隨即宣佈梅倫史甸為新領隊。
2013年8月7日，上任領隊職務只有16天的梅倫史甸被安捷辭退，據報球會稱因要大幅降低預算。
2013年10月8日，傳媒報導穆倫斯甸婉拒加盟英超球會富咸成為副領隊，並稱穆倫斯甸與卡塔爾足總商討擔任足球技術總監職位。
2013年11月13日，早前曾婉拒加盟富咸的穆倫斯甸，最終成為富咸一隊教練協助時任領隊马丁·乔尔。
2013年12月1日，英超球會富咸宣佈領隊马丁·乔尔離職並即時由穆倫斯甸擔任新領隊。2014年2月15日，因战绩不佳，穆倫斯甸被富勒姆解雇。

## 外部連結
- 穆倫斯甸個人簡歷